# 가봉-대한민국 관계
가봉-대한민국 관계는 가봉이 프랑스로부터 독립을 하면서 1962년에 수교를 하게 된다. 가봉의 2대 대통령 오마르 봉고는 박정희 대통령의 초대로 1975년에 서울을 국빈 방문한 적이 있으며 당시 무궁화대훈장을 수여받았다.나중에 박정희 대통령은 가봉의 수도 리브르빌에 유신백화점 건설에 도움을 줬다. 또한 봉고 대통령은 청와대에서 노무현 대통령을 접견 하였다. 그의 아들 알리 봉고 온딤바는 핵안보정상회의에 초청을 받고 이명박 대통령을 만났으며 무한도전에 출연하였다. 또한 2024년 한-아프리카 정상회의에서 윤석열 대통령과 정상 회담을 나눴다.

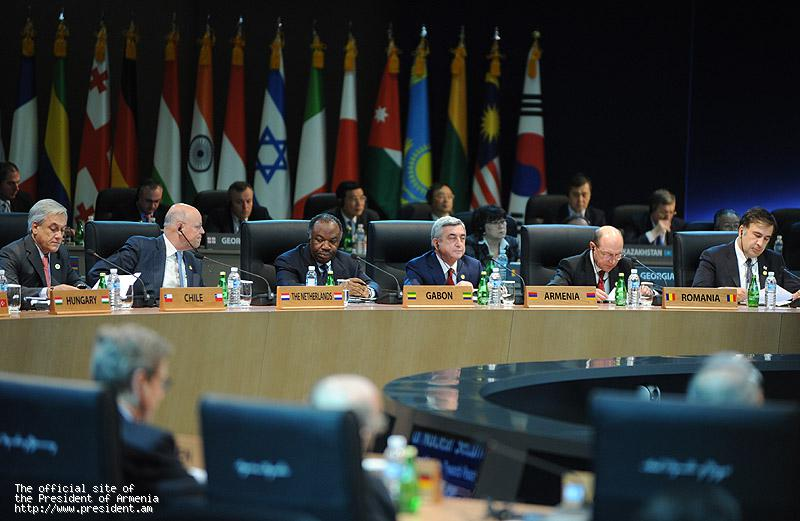
2012년 핵안보정상회의에 참석한 알리 봉고 온딤바 대통령

한국에게 가봉은 무한도전에서 언급된 봉고 때문에 인지도가 높은 나라다. 또한 가봉은 아프리카의 몇 안되는 한국의 우방국 중 한 국가이다. 

## 같이 보기
- 가봉의 대외 관계
- 대한민국의 대외 관계